# غارهای باتو

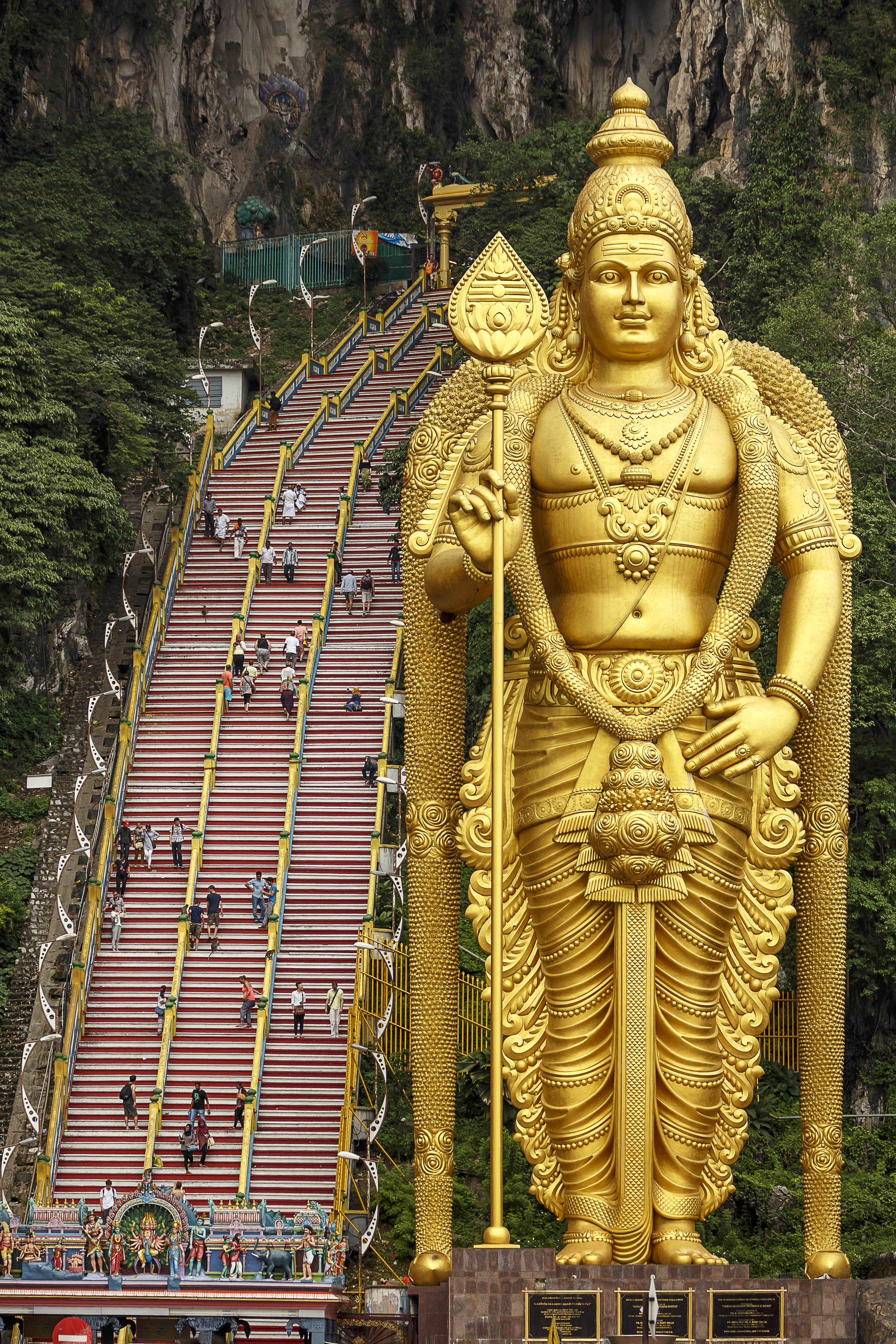
مجسمه بلند معبد باتو کیو

باتو کیو، نام معبدی در ۱۳ کیلومتری شمال شهر کوالالامپور در کشور مالزی است. این معبد به دلیل نزدیکی به تپه‌ها و مجموعه غارهای اطرافش و نزدیکی به رودخانه باتو که در پشت این تپه واقع شده‌است، به معبد غارهای باتو شهرت دارد.
این معبد یکی از معروفترین معابد دین هندو در خارج از کشور هندوستان می‌باشد. سالانه بیش از ۱٫۵ میلیون نفر از این معبد دیدن می‌کنند که از این رو این معبد را به یکی از پر بازدیدترین اماکن مذهبی جهان بدل کرده‌است.
از نظر زمین‌شناسی تشکیل غارهای آهکی باتو به ۴۰۰میلیون سال پیش می‌رسد و زمانی بومی‌های منطقه از این غارها بعنوان سرپناه استفاده می‌کرده‌اند.
در سال ۱۸۹۱ یک بازرگان مشهور هندی در مالزی، این معبد را به یکی از بزرگان تاریخ مذهبی هندو پیشکش کرد و مجسمه امروزی را بنا نهاد و در سال ۱۹۲۰ تعداد ۲۸۶ پله برای دسترسی آسان‌تر زائران به غارهای این معبد، در دامنهٔ این تپه ساخته شد.

زائران معبد در یک روز عید مذهبی

## نگارخانه

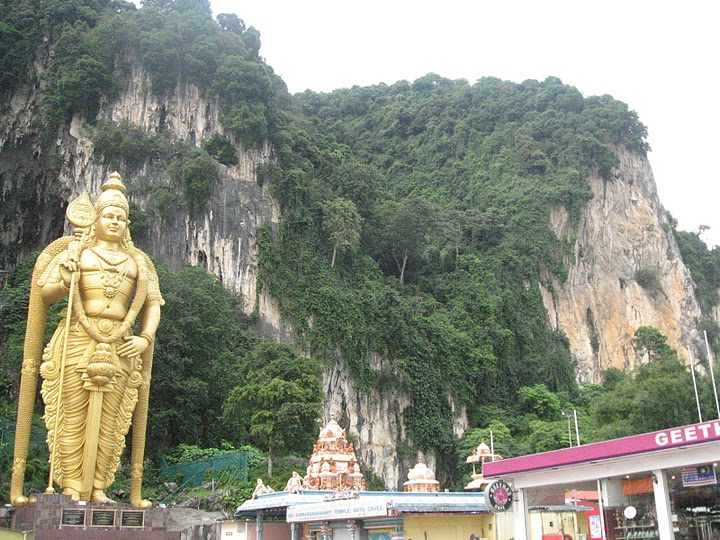
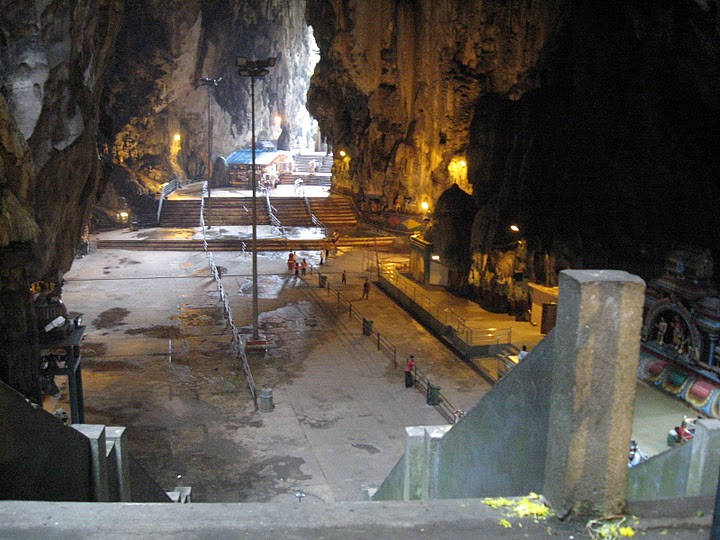
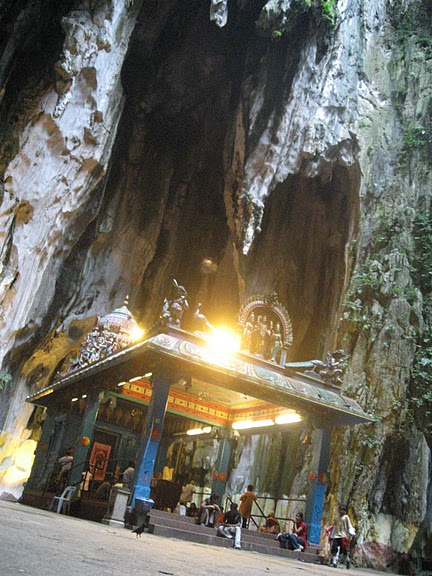
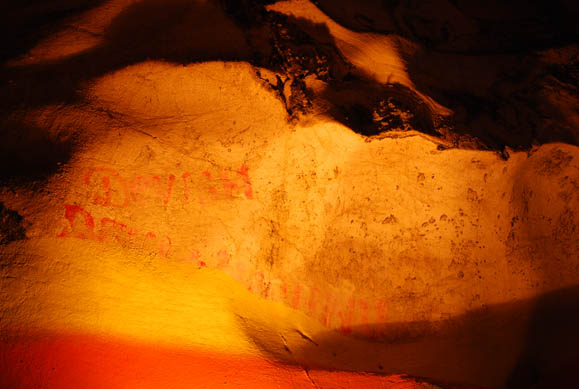
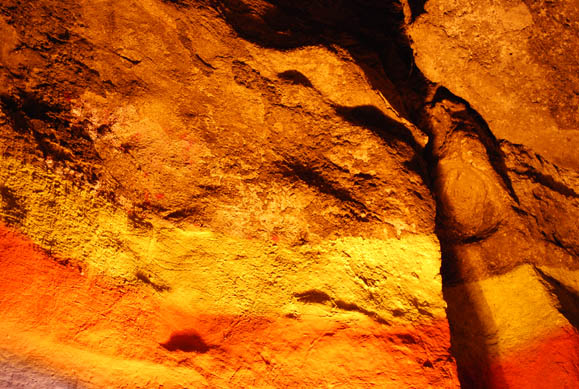
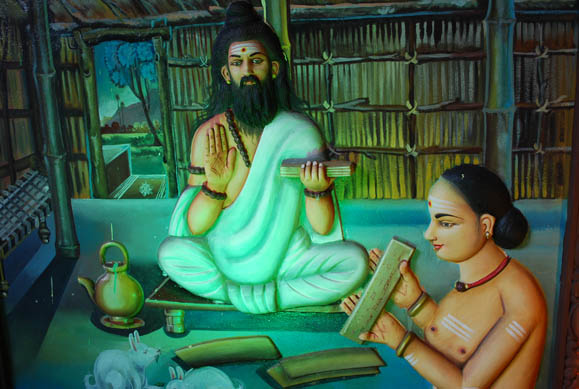
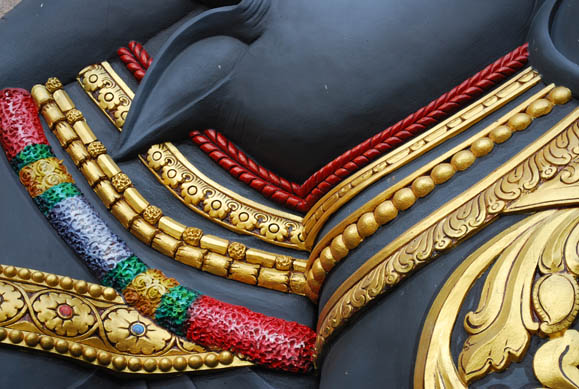